# نیل بروتن
نیل بروتن (انگلیسی: Neal Broten؛ زادهٔ ۲۹ نوامبر ۱۹۵۹) بازیکن هاکی روی یخ اهل ایالات متحده آمریکا بود.
وی همچنین برندهٔ جوایزی همچون جام استنلی شده‌است.